# Brachyscome
Genre
Classification APG III (2009)
Brachyscome est un genre de plantes à fleurs de la famille des Asteraceae. 

## Liste des espèces et non-classés
Selon NCBI (9 déc. 2011) :
- Brachyscome aculeata
- Brachyscome aff. cheilocarpa Watanabe 150
- Brachyscome aff. curvicarpa AH-2005
- Brachyscome aff. gracilis Short 3960
- Brachyscome angustifolia
- Brachyscome basaltica
  - non-classé Brachyscome basaltica var. basaltica
  - non-classé Brachyscome basaltica var. gracilis
- Brachyscome breviscapis
- Brachyscome campylocarpa
- Brachyscome cardiocarpa
- Brachyscome cheilocarpa
- Brachyscome chrysoglossa
- Brachyscome ciliaris
- Brachyscome ciliocarpa
- Brachyscome curvicarpa
- Brachyscome decipiens
- Brachyscome dentata
- Brachyscome dichromosomatica
- Brachyscome dissectifolia
- Brachyscome diversifolia
- Brachyscome eriogona
- Brachyscome exilis
- Brachyscome formosa
- Brachyscome glandulosa
  - non-classé Brachyscome glandulosa var. glandulosa
- Brachyscome goniocarpa
- Brachyscome gracilis
- Brachyscome graminea
- Brachyscome halophila
- Brachyscome heterodonta
- Brachyscome humilis
- Brachyscome iberidifolia
- Brachyscome latisquamea
- Brachyscome leptocarpa
- Brachyscome lineariloba
- Brachyscome lyrifolia
- Brachyscome melanocarpa
- Brachyscome microcarpa
- Brachyscome muelleri
- Brachyscome muelleroides
- Brachyscome multifida
- Brachyscome nivalis
  - non-classé Brachyscome nivalis var. nivalis
- Brachyscome nodosa
- Brachyscome nova-anglica
- Brachyscome obovata
- Brachyscome papillosa
- Brachyscome parvula
- Brachyscome perpusilla
- Brachyscome petrophila
- Brachyscome procumbens
- Brachyscome pusilla
- Brachyscome radicans
- Brachyscome readeri
- Brachyscome rigidula
- Brachyscome riparia
- Brachyscome scapigera
- Brachyscome smithwhitei
- Brachyscome spathulata
- Brachyscome stolonifera
- Brachyscome stuartii
- Brachyscome tadgellii
- Brachyscome tatei
- Brachyscome tenuiscapa
- Brachyscome tesquorum
- Brachyscome tetrapterocarpa
- Brachyscome trachycarpa
- Brachyscome whitei

## Synonyme
- Brachycome Cass. - (variation d'orthographe)